# Смитс Стејшон (Алабама)
Смитс Стејшон (енгл. Smiths Station) град је у америчкој савезној држави Алабама. По попису становништва из 2010. у њему је живело 4.926 становника.

## Демографија
Према попису становништва из 2010. у граду је живело 4.926 становника, што је . (.%) становника више него 2000. године.
| Група             | 2000.  | 2010.         |
| Белци             | . (.%) | 3.880 (78,8%) |
| Афроамериканци    | . (.%) | 782 (15,9%)   |
| Азијати           | . (.%) | 25 (0,5%)     |
| Хиспаноамериканци | . (.%) | 137 (2,8%)    |
| Укупно            | .      | 4.926         |